# Милојко Васовић
Милојко Васовић (Чајетина, 10. април 1885 — Београд, 12. новембар 1981) био је српски правник, бан Дунавске бановине.

## Биографија
Рођен је у Чајетини. Гимназију је завршио у Крагујевцу, а Правни факултет 1908. године у Београду. Био је од 1906. практикант у Министартсву унутрашњих дела, потом писар у Министартсву финансија и Државном правобранилаштву. У чину резервног судског поручника био је секретар правобранилаштва током Првог светског рата у Нишу. После рата радио је у Министарству финансија као шеф административног одсека, а од 1920. године као начелник. Члан Главне контроле био је од 1923. године. Током наредних 11 година учествовао је у примени прописа и изради више закона, највише повезаних са финансијама. Био је више година члан Комитета јужних железница.
Именован је у јануару 1935. године за бана Дунавске бановине чије је седиште било у Новом Саду. За време његове управе прихваћен је предлог о електрификацији Дунавске бановине и почета је изградња међународног пута од Новог Сада до Суботице. Пензионисан је исте 1935. године услед већих кадровских промена које су се догодиле доласком на власт владе Милана Стојадиновића.
Био је члан масонске ложе „Слога, рад и постојанство” у периоду 1924-1930. Носилац је одликовања ордена Белог орла 5. и 3. реда, као и ордена Светог Саве 3. и 2. реда.
Умро је 12. новембра 1981. године у Београду.